# Challenger de Forli IV 2022
El torneo Città di Forlì IV 2022 fue un torneo de tenis perteneció al ATP Challenger Tour 2022 en la categoría Challenger 80. Se trató de la 6ª edición; el torneo tuvo lugar en la ciudad de Forlì (Italia), desde el 14 hasta el 20 de febrero de 2022 sobre pista dura bajo techo.

## Jugadores participantes del cuadro de individuales
| Favorito | País                        | Jugador           | Rank1 | Posición en el torneo |
| -------- | --------------------------- | ----------------- | ----- | --------------------- |
| 1        | Bandera de Francia          | Quentin Halys     | 139   | Segunda ronda         |
| 2        | Bandera de Italia           | Salvatore Caruso  | 151   | Baja                  |
| 3        | Bandera de Francia          | Grégoire Barrère  | 162   | Cuartos de final      |
| 4        | Bandera de Portugal         | Nuno Borges       | 192   | Semifinales           |
| 5        | Bandera de Italia           | Gian Marco Moroni | 196   | Primera ronda         |
| 6        | Bandera de Japón            | Yasutaka Uchiyama | 197   | Primera ronda         |
| 7        | Bandera de los Países Bajos | Jesper de Jong    | 202   | Primera ronda         |
| 8        | Bandera de Portugal         | Gastão Elias      | 203   | Primera ronda         |

- 1 Se ha tomado en cuenta el ranking del 7 de febrero de 2022.

### Otros participantes
Los siguientes jugadores recibieron una invitación (wild card), por lo tanto ingresan directamente al cuadro principal (WC):
- Matteo Arnaldi
- Matteo Gigante
- Stefano Napolitano

Los siguientes jugadores ingresan al cuadro principal tras disputar el cuadro clasificatorio (Q):
- Evan Furness
- Benjamin Hassan
- Emilio Nava
- Zsombor Piros
- Tim van Rijthoven
- Yosuke Watanuki

## Campeones

### Individual Masculino
- Jack Draper derrotó en la final a  Tim van Rijthoven, 6–1, 6–2

### Dobles Masculino
- Victor Vlad Cornea /  Fabian Fallert derrotaron en la final a  Antonio Šančić /  Igor Zelenay, 6–4, 3–6, [10–2]